# 小林市立紙屋中学校
小林市立紙屋中学校（こばやししりつ かみやちゅうがっこう）は、宮崎県小林市野尻町紙屋にある公立中学校。

## 沿革
- 1947年 - 紙屋村立紙屋中学校として開校。
- 1949年 - 野尻村と紙屋村の合併、町制施行に伴い野尻町立紙屋中学校に改称。
- 1955年 - 校歌制定。
- 1962年 - 時計台竣工、制服制定。
- 1981年 - 新校舎落成。
- 2010年3月23日 - 小林市への編入に伴い小林市立紙屋中学校に改称

## 概要
- 生徒数46名
- 学級数3個（通常学級3、特別支援学級0）
- 職員数8名

（2009年4月1日現在）

## 学区
- 小林市
  - 野尻町紙屋（紙屋小学校通学区域）

## 交通
- 宮崎交通バス 「紙屋大橋」停留所下車徒歩5分。

## 著名な出身者
- 井手正太郎（元プロ野球選手、福岡ソフトバンクホークス、横浜DeNAベイスターズ）
- 大迫明伸（元柔道選手、全日本柔道連盟強化コーチ）